# مناقشۀ در مورد انرژی¬های تجدیدپذیر
گاهی تولید برق تجدیدپذیر از منابعی چون انرژی باد و خورشید به علّت ماهیت متغیر و تناوب دریافت آن مورد انتقاد قرار میگیرد. آژانس بینالمللی انرژی اعلام کرده که اهمیت این موضوع وابسته به عوامل مختلفی چون قدرتِ نفوذ انرژیهای تجدیدپذیر است.
نگرانیهایی در ارتباط با اثرات دیداری و سایر پیامدهای نیروگاههای بادی وجود دارد. زیرا، در برخی از موارد ساکنان محلّی از ساختوساز این نیروگاهها جلوگیری میکنند z. پروژۀ مزرعۀ توربینهای بادی در ماساچوست به علّت پارهای از همین نگرانیها چندین سال به تعویق افتاد. هرچند که ساکنان دیگر مناطق، نگرش مثبتتری نسبت به این موضوع داشتند و مزارع توربینهای بادی در جامعه توسعه پیدا کرد. بنا به اظهارات یکی از اعضای شورای شهر، اکثریت قریب به اتفاق مردم محلّی در آردروسانِ اسکاتلند معتقدند که احداث نیروگاه بادی موجب رونق و پیشرفت این ناحیه شده است.
گسترش بازار تکنولوژیهای مرتبط با انرژیهای تجدیدپذیر همچنان ادامه دارد. نگرانیهای مربوط به تغییرات اقلیمی در کنار قیمت بالای نفت و حمایتهای دولتی منجر به ارتقای قوانین و اِعطای مشوقهایی در حوزۀ انرژیهای تجدیدپذیر و تجاریسازی این دسته از فناوریها شده است. سرمایهگذاریها، مقرّرات و سیاستهای جدید دولتی به صنعت کمک کرد تا بتواند بهتر از سایر بخشها بحران اقتصادی سال (2009) را پشت سر بگذارد.
نگرانیهای بیان شده در مورد اثرات زیستمحیطی انرژیهای تجدیدپذیر توسط طرفداران نظریههایی مانند مهارِ رشد (یا معروف به جنبش ضدمصرف‌گرایی و ضدسرمایه‌داری) و ثبات اقتصادی نشان میدهد که در راستای دستیابی به توسعۀ پایدار، تنها اِکتفا به روشهای فناورانه کافی نبوده و بایستی مصرف هم محدود بشود.

## تعریف انرژی تجدیدپذیر
آژانس بینالمللی انرژی در تعریف انرژی تجدیدپذیر بیان میکند که این انرژی بواسطۀ فرآیندهایی مُداوم همراه با جایگزینی طبیعی تولید میشود. اَشکال مختلف انرژیهای تجدیدپذیر ناشی از تابش مستقیم خورشیدی یا گرمای تولیدشده در اَعماق زمین است. الکتریسیته و گرمای تولیدی از خورشید، باد، اقیانوس، انرژی حاصل از آب، زیستتوده، منابع زمینگرمایی و سوختهای زیستی و هیدروژنی حاصل از منابع تجدیدپذیر هم در زُمرۀ این تعریف قرار میگیرند.

## انرژی تجدیدپذیر متغیر
ماهیت انرژی خورشیدی متغیر است. زیرا، تولید الکتریسته از منابع خورشیدی وابسته به میزان تابش نور خورشید در یک نقطۀ معین است. تابش دریافتی از خورشید در طی روز و فصول مختلف، بسته به پوشش اَبر و حتی در عرضهای جغرافیایی مختلف متفاوت است. در مناطق خشک، برخورد شن و ماسه در اثر وزش باد سبب فرسایش شیشه میشوند. نصب لایههای محافظ نیز افزایش هزینهها را در پِی دارد. این عوامل نسبتاً قابل پیشبینی بوده و برخی از سامانههای حرارتی خورشیدی در زمان عدم دسترسی به تابش خورشید از نمکِ مُذاب جهت ذخیرۀ گرما در تولید برق استفاده میکنند.
نیروی تولیدشده توسط باد هم منبعی متغیر و ناپایدار است. میزان برق تولیدی توسط یک نیروگاه بادی در هر نقطه و در هر زمان وابسته به سرعت وزش باد، چگالی هوا و خصوصیات توربین و سایر عوامل است. توربینهای بادی با کاهش شدید سرعت وزش باد (کمتر از 5/2 متر بر ثانیه) قادر به تولید برق نیستند. با افزایش شدید سرعت باد (بیشتر از 25 متر بر ثانیه) و به منظور پیشگیری از آسیب احتمالی، توربینها بایستی خاموش بشوند. خروجی یک توربین واحد در هر نقطه میتواند با توجه به متغیربودن سرعت وزش باد به سرعت و به میزان زیادی تغییر کند. با نصب توربینهای بیشتر در نواحی وسیعتر، نوسان میانگین توان خروجی کمتر خواهد داشت.
ضرایب مؤثر بر فُتوولتائیک تابش خورشیدی نسبتاً کم و بین 10 تا 20 درصدِ ظرفیت اِسمی متغیر است. این ضریب در مورد وزشِ باد ساحلی از 20 تا 35 درصد و برای باد فراساحلی (دریایی) به میزان 45 درصد متغیر است.